# Theodor Waitz
Theodor Waitz (Gotha, 17 marzo 1821 – Marburgo, 21 maggio 1864) è stato uno psicologo, antropologo e filosofo tedesco.
Waitz nacque a Gotha e studiò nelle università di Lipsia e Jena. Nel 1848 fu nominato professore associato di filosofia presso l'Università di Marburgo (professore ordinario, 1862). Era un severo critico della filosofia di Fichte, Schelling e Hegel e considerò che la psicologia fosse la base di tutta la filosofia.

## Opere
- Grundlegung der Psychologie (1846).
- Lehrbuch der Psychologie als Naturwissenschaft (1849).
- Allgemeine Pedagogik (1852).
- Die Indianer Nordamerikas (1864).
- Aristotelis Organon graece (1844).